# Emilia-Romagna
Emilia-Romagna je administrativna regija u Sjevernoj Italiji koju čine dvije povijesne regije - Emilia i Romagna. Granice regije određuje Jadransko more na istoku, rijeka Po na sjeveru i planinski lanac Apenini na jugu.
S 4.360.148 na 22.451 km² (po popisu iz 2009.), gustoća stanovništva je čak 194 osobe/km² (u dolini rijeke Po još i više). Emilia-Romagna jedna je od najrazvijenijih regija u Italiji, a poznata je i po svojoj karakterističnoj kuhinji.
Poljoprivreda je najznačajnija privredna grana u regiji, s naglaskom na žitarice, krumpir, kukuruz, rajčice i crveni luk, te razne vrste voća, a posebice grožđe za priozvodnju vina (od kojih je najpoznatije Lambrusco). Uzgoj svinja i stoke je također vrlo razvijen.
Emilia-Romagna ima i jako razvijenu industriju, posebno prehrambenu (industrija mlijeka Parmalat, Granarolo) i automobilsku (Ferrari, motori Ducati), te turizam uz Jadransku obalu.
Glavni grad je Bologna, povijesno, kulturno i zabavno središte nacionalnog značaja. Ostali veći gradovi su: Parma, Piacenza, Reggio Emilia, Modena, Rimini, Ferrara, Forlì, Cesena i Ravenna.
Grad Bologna ima inače najstarije sveučilište u Europi osnovano 1088. godine i danas je jedno od najpoznatijih sveučilišta s više od 220.000 studenata (grad ima oko 370.000 stanovnika).
Ime Emilia-Romagna ima korijene u starom Rimu. Emilia vuče korijen riječi od via Emilia, važne ceste u doba Rimskog Carstva koja još uvijek povezuje Piacenzu s Riminijem. Romagna je iskrivljeni oblik od Romània, kada je Ravenna bila glavni grad talijanskog dijela bizantskog imperija. Langobardi su po službenom nazivu carstva nazvali i okolno područje.

## Vanjske poveznice
- Službena stranica (tal.)

### Ostali projekti
|  | Zajednički poslužitelj ima još gradiva o temi Emilia-Romagna |